# Philippe Gaubert
Philippe Gaubert (5. juli 1879 i Cahors – 8. juli 1941 i Paris) var en fransk musiker – en fremragende fløjtenist, en respekteret dirigent og komponist (skrev primært for fløjten). Gaubert blev født i Cahors i det sydvestlige Frankrig. Han var en af de mest fremstående franske musikere mellem de to verdenskrige. Efter en fornem karriere som fløjtenist ved Paris Opéra, blev han i 1919 ansat i tre stillinger i centrum af det franske musikliv:
- Professor i fløjte ved Conservatoire de Paris
- Chefdirigent af Paris Opéra
- Chefdirigent af Orchestre de la Société des Concerts du Conservatoire.

Som komponist fornyede Gaubert intet, men hans værker drog fordel af de tidligere store franske fornyere som Franck, Ravel og Debussy. Han har f.eks. komponeret en symfoni etc.
Gaubert døde i 1941 i Paris af et slagtilfælde.

## Udvalgte værker
- Symfoni (i F-dur) (1933) - for orkester
- Pastorale digtning (1911) - for orkester
- "Fantasi" (1922) - for violin og orkester
- "Fresker" - Symfonisk suite (1923) - for orkester
- Violinkoncert (1928) - for violin og orkester